# Krigsåret 1857

## Pågående krig
- Andra opiumkriget (1856-1860)[1]
  - Storbritannien, Frankrike på ena sidan.
  - Kina på andra sidan.

- Kaukasiska kriget (1817-1864)
  - Imanatet Kaukasus på ena sidan
  - Ryssland på andra sidan

- Nyzeeländska krigen (1845-1872)
  - Brittiska imperiet på ena sidan.
  - Maori på andra sidan.

- Sepoyupproret (1857-1858)[2]

### Fotnoter
1. ↑  ”Chronological List of All Wars”. Arkiverad från originalet den 9 oktober 2014. https://web.archive.org/web/20141009082543/http://www.correlatesofwar.org/COW2%20Data/WarData_NEW/WarList_NEW.pdf. Läst 29 juni 2011.
2. ↑  ”WHKMLA”. http://www.zum.de/whkmla/military/19cen/sepoy185758.html. Läst 30 juni 2011.